# The Kentuckian
The Kentuckian è un cortometraggio muto del 1908 diretto da Wallace McCutcheon, tratto dal lavoro teatrale di Augustus Marvin e sceneggiato da Stanner E.V. Taylor. Il film è conosciuto anche con il titolo The Kentuckians.
Tra gli interpreti, i registi David W. Griffith, Mack Sennett, Wallace McCutcheon Jr., Robert G. Vignola.

## Trama
Dopo aver ucciso un uomo in duello, un giovane del Kentucky lascia il suo paese. Benché ricco, l'uomo si spaccia per minatore ma, in un saloon, alcuni degli altri avventori, dei nativi americani, si accorgono del fascio di banconote che lui ha addosso. Gli indiani, che lo hanno seguito fuori del locale, lo accoltellano, rubandogli il denaro. L'uomo, gravemente ferito, viene soccorso da una donna indiana che se ne prende cura fino alla sua completa guarigione. I due si sposano, hanno un figlio e vivono felicemente per alcuni anni. Quando però lui viene a sapere che suo padre è morto lasciandolo erede della sua tenuta, si preoccupa perché si rende conto che non potrà portare con sé la moglie nella sua nuova vita, nella buona società dei bianchi. Così giura di voler rinunciare all'eredità. Ma la moglie lo toglie dall'incertezza sparandosi un proiettile in testa.

## Produzione
Prodotto dall'American Mutoscope & Biograph, il film venne girato nel New Jersey a Coytesville.

## Distribuzione
Il copyright del film, richiesto dall'American Mutoscope and Biograph Co., fu registrato il 27 giugno 1908 con il numero H112470.
Il film - un cortometraggio in una bobina - uscì nelle sale il 7 luglio 1908. Attualmente, non si conoscono copie esistenti della pellicola che viene considerata presumibilmente perduta.